# Bajram Curri
Bajram Curri é uma cidade e município (em albanês:  bashkia) da Albânia. É a capital do distrito de Tropojë na  prefeitura de Kukës.